# Observatorio Astronómico del Garraf
El Observatorio Astronómico del Garraf (OAG) es un observatorio astronómico en el Parque Natural del Garraf, a una altitud de 297 metros, dentro del término municipal de Olivella, a 35 km al sur de Barcelona en España.
Este centro nació en 1997 de un acuerdo entre la Diputación de Barcelona y la Organización sin ánimo de lucro OAG, recuperándose el antiguo almacén agrícola de Ca Tòfol, contiguo a la Escuela de Naturaleza de Can Grau, convirtiéndolo en un observatorio capaz de desarrollar programas de divulgación (sesiones públicas), didácticos (talleres de observación solar y cursos de introducción), observación e investigación (especializado en el estudio de estrellas dobles).
El Observatorio Astronómico del Garraf publica regularmente los resultados de sus trabajos de investigación en estrellas dobles en la publicación Double Stars Section Circular de la Webb Society, Reino Unido, y en el portal web de Washington Double Star Catalogue, perteneciente al Observatorio Naval de los Estados Unidos, en Washington.
Desde sus instalaciones fue descubierto el asteroide (99193) Obsfabra el 14 de abril de 2001.